# AST (ゲーム会社)
AST（えーえすてぃ）は日本のアダルトゲームブランド。全日本コアラ密輸連盟の紀山聡を中心に結成された。開発室は福岡県に存在していた。

## 作品一覧
- 2000年1月14日HUNTER
- 2001年3月30日Riddle in Riddle
- 2002年5月31日GeNOME〜進化の遺伝子を探せ〜